# HD207516
HD207516 — хімічно пекулярна зоря спектрального класу B8, що має видиму зоряну величину в смузі V приблизно  6,1.
Вона  розташована на відстані близько 493,4 світлових років від Сонця.